# Hasarius pauciaculeis
Hasarius pauciaculeis là một loài nhện trong họ Salticidae.
Loài này thuộc chi Hasarius. Hasarius pauciaculeis được Lodovico di Caporiacco miêu tả năm 1941.